# آفریغیان
آفریغیان (نام‌های دیگر: آل آفریغ، آفریغیان کاث) دودمانی کهن از پادشاهان بومی و ایرانی خوارزم بودند که از ۳۰۵م تا ۹۹۵م (۳۸۶–۳۸۵ق) در آن دیار فرمانروایی می‌کردند. مرکز فرمانروایی آنها شهر کاث در خاور آمودریا بود. آنان تبار خود را به کیخسرو می‌رساندند.

## پادشاهان
پس از آفریغ، سردودمان آفریغیان، تا پایان دوره فرمانروایی آنان بر خوارزم، بیست و پنج شاه دیگر از این دودمان بر خوارزم فرمانروایی کردند:

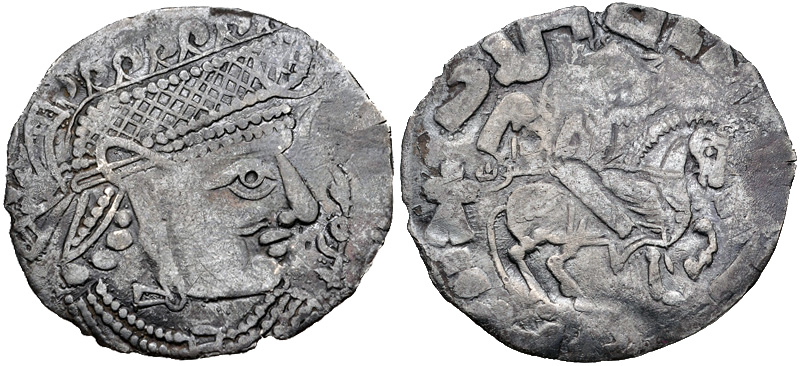
سکه دوره عبدالله بن برسکیاثه

1. آفریغ
2. بغذه
3. Biwarsar اول
4. Kawi
5. Biwarsar دوم
6. سخسک
7. اسکجموک یکم
8. ازکاجوار یکم
9. سخر اول
10. شاوش
11. خامکری
12. بوزکار
13. ارثموخ
14. سخر دوم
15. شیری
16. ازکاجوار دوم
17. خسرو
18. اسکجموک دوم
19. شاوشفرن
20. برکسیاثه
21. عبدالله بن برکسیاثه
22. منصور بن عبدالله
23. عراق بن منصور
24. محمد بن عراق
25. ابو سعید احمد بن محمد
26. ابو عبدالله محمد بن احمد